# Championnats d'Afrique de RS:X
Les championnats d'Afrique de RS:X sont une compétition de sport nautique sous l'égide de la Fédération internationale de voile (ISAF) opposant des véliplanchistes africains en RS:X, une planche à voile utilisée dans les épreuves de voile aux Jeux olympiques de Pékin 2008 à Tokyo 2020.

## Éditions
| Année | Lieu     | Dates                           |
| ----- | -------- | ------------------------------- |
| 2014  | Béjaïa   | 28 décembre 2014–4 janvier 2015 |
| 2015  | Alger    | 4-11 décembre 2015              |
| 2017  | Ras Sudr | 27 novembre–2 décembre          |
| 2019  | Alger    | 6–12 octobre                    |

## Palmarès

### Hommes
| Éditions | Or                 | Argent                   | Bronze                      |
| -------- | ------------------ | ------------------------ | --------------------------- |
| 2014     | Hamza Bouras (ALG) | Zakaria Belaidouni (ALG) | Aly Sultan (EGY)            |
| 2015     | Hamza Bouras (ALG) | Zakaria Belaidouni (ALG) | Jean-Marc Gardette (SEY)    |
| 2017     | Hamza Bouras (ALG) | Jean-Marc Gardette (SEY) | Mohamed Elsafty (EGY)       |
| 2019     | Hamza Bouras (ALG) | Jean-Marc Gardette (SEY) | Boudjatit Ahmed Ramzi (ALG) |

### Femmes
| Éditions | Or                   | Argent                | Bronze               |
| -------- | -------------------- | --------------------- | -------------------- |
| 2014     | Katia Belabbas (ALG) | Non attribuée         | Non attribuée        |
| 2015     | Katia Belabbas (ALG) | Faïza Maâtalleh (ALG) | Sarah Hamaoui (ALG)  |
| 2019     | Amina Berrichi (ALG) | Cherifa Reda (EGY)    | Katia Belabbas (ALG) |